# 大岛镰吉
大岛镰吉（日语：／ Ōshima Kenkichi，1908年11月10日—1985年3月30日），日本男子田径运动员，主攻跳远。他曾代表日本参加1932年和1936年夏季奥林匹克运动会田径比赛，其中1932年奥运会获得一枚铜牌。